# Liste der Straßennamen von Weißenhorn
Die Liste der Straßennamen von Weißenhorn ist eine Übersicht aller Straßennamen der Stadt Weißenhorn.
Die Liste ist derzeit noch unvollständig.
In dieser alphabetisch geordneten Liste werden die Straßennamen den einzelnen Stadtteilen zugeordnet und kurz erklärt.
Die Spalte „Länge/Maße“ gibt die ungefähre Länge der Straße bzw. Maße des Platzes an, die mit dem BayernAtlas ermittelt wurden.
| Straßenname                   | Länge (in Metern)                        | benannt nach / Namenspatron                                                                            | Ortsteil               | Anmerkung |
| ----------------------------- | ---------------------------------------- | --- | ---------------------- | --- |
| Adalbert-Stifter-Straße       | 520                                      | österreichischer Schriftsteller Adalbert Stifter                                                       |                        | nur für Fußgänger |
| Adolf-Wolf-Straße             | 1390                                     | ehemaliger Weißenhorner Bürgermeister (1945–1952)                                                      |                        | |
| Afraweg                       | 177                                      | weiblicher Vorname Afra                                                                                |                        | |
| Ahornweg                      | 200                                      | Baumart des Ahorns                                                                                     |                        | |
| Albert-Einstein-Straße        | 330                                      | Physiker Albert Einstein                                                                               |                        | |
| Albert-Heinle-Straße          | 105                                      | Albert Heinle, Kirchenmaler und Gründer des Heimatmuseums                                              |                        | |
| Albert-Schweitzer-Straße      | 113                                      | Albert Schweitzer, Arzt                                                                                |                        | |
| Alte Ziegelei                 | Nördlicher Teil: 26 Südlicher Teil: 31   | | Biberachzell           | |
| Altvaterweg                   | 120                                      | tschechisches Altvatergebirge                                                                          |                        | |
| Am Ablaß                      | 59                                       | | Wallenhausen           | |
| Am Eisenbahnweiher            | 505                                      | hier lag bis 1957 der sog. „Eisenbahnweiher“                                                           |                        | der nördliche Teil zwischen der Kreuzung Rudolf-Diesel-Str./Josef-Kögel-Str. und der Ulmer Str. ist nur für Anlieger befahrbar         |
| Am Frauenberg                 | 183                                      | alter Flurname                                                                                         | Emershofen             | |
| Am Graben                     | 78                                       | | Biberachzell           | |
| Am Haldenberg                 | 296                                      | alter Flurname                                                                                         | Wallenhausen           | |
| Am Herrschaftsberg            | 167                                      | alter Flurname                                                                                         | Ober-/Unterreichenbach | |
| Am Himmelsberg                | 135                                      | | Wallenhausen           | |
| Am Hochgericht                | 610                                      | alter Flurname                                                                                         |                        | |
| Am Kreuzacker                 | 149                                      | | Ober-/Unterreichenbach | |
| Am Kreuzberg                  | 932                                      | alter Flurname                                                                                         |                        | zum größten Teil nur als Feldweg ausgebaut                                                                                             |
| Am Lindenberg                 | 73                                       | alter Flurname                                                                                         | Bubenhausen            | |
| Am Marktsteig                 | 278                                      | | Biberachzell           | |
| Am Reudelberg                 | 96                                       | alter Flurname                                                                                         | Emershofen             | |
| Am Schloßberg                 | 168                                      | Ehem. Standort des Schlosses                                                                           | Ober-/Unterreichenbach | |
| Amselstraße                   | 116                                      | Vogelart Amsel                                                                                         | Bubenhausen            | |
| Amtshausstraße                | 130                                      | | Bubenhausen            | |
| An der Mauer                  | 208                                      | die ehemalige Weißenhorner Stadtmauer                                                                  |                        | |
| Annastraße                    | 197                                      | weiblicher Vorname Anna                                                                                |                        | Einbahnstraße in Richtung Osten |
| Anton-Bischof-Straße          | Östlicher Teil: 212 Westlicher Teil: 102 | Anton Bischof, Maler                                                                                   |                        | der östlicher Teil ist eine Durchgangsstraße, der westliche Teil eine Sackgasse                                                        |
| Anton-Bruckner-Straße         | 145                                      | Anton Bruckner, österreichischer Komponist                                                             |                        | |
| Asch                          | 355                                      | | Asch                   | |
| Asternweg                     | 170                                      | die Blume Aster                                                                                        |                        | |
| Auf der Bleiche               | 440                                      | hier wurden früher Stoffe gebleicht                                                                    |                        | östlicher Teil geschotterte Straße für Anlieger, westlicher Teil asphaltierter Fuß-/Radweg                                             |
| Babenhauser Straße            | 731                                      | führt in Richtung Babenhausen                                                                          | Bubenhausen            | |
| Bahnhofstraße                 | 275                                      | führt von der Innenstadt zum Bahnhof                                                                   |                        | |
| Bäckerbergstraße              | 88                                       | alter Flurname                                                                                         | Biberachzell           | |
| Baderstraße                   | 125                                      | | Biberachzell           | |
| Bärengasse                    | 80                                       | Standort des ehemaligen Gasthofes Bären                                                                |                        | |
| Baumgartenstraße              | 233                                      | alter Flurname                                                                                         | Wallenhausen           | |
| Beethovengasse                | 86                                       | Ludwig van Beethoven, Komponist                                                                        |                        | |
| Begonienweg                   | 133                                      | Blumenart der Begonien                                                                                 |                        | |
| Bei den Kellern               | 330                                      | Standort mehrerer Bierkeller                                                                           |                        | |
| Beim Gottesacker              | 163                                      | Standort des Friedhofes                                                                                | Attenhofen             | |
| Beim Hölzle                   | 132                                      | | Biberachzell           | |
| Beim Kreuz                    | 69                                       | | Wallenhausen           | |
| Benzstraße                    | 600                                      | Automobilpionier Carl Benz                                                                             |                        | |
| Berggasse                     | 86                                       | |                        | |
| Berghof                       |                                          | | Emershofen             | |
| Biberacher Straße             | 345                                      | führt in Richtung Biberach                                                                             | Biberachzell           | |
| Biberachzeller Straße         | 325                                      | führt in Richtung Biberachzell                                                                         | Ober-/Unterreichenbach | |
| Bibergasse                    | 131                                      | führt zum Fluss Biber                                                                                  | Oberhausen             | |
| Bibermühlstraße               | 207                                      | Standoirt einer Mühle                                                                                  | Biberachzell           | |
| Bildsäulestraße               | 225                                      | alter Flurname                                                                                         | Ober-/Unterreichenbach | |
| Birkenweg                     | 475                                      | Baumarten der Birke                                                                                    |                        | |
| Bizeinestraße                 | 118                                      | alter Flurname                                                                                         | Attenhofen             | |
| Bleichstraße                  | 225                                      | hier wurden früher Stoffe gebleicht                                                                    |                        | |
| Blumengasse                   | 183                                      | ehemaliger Standort einer Gärtnerei                                                                    |                        | |
| Bodelschwinghstraße           | 313                                      | Friedrich von Bodelschwingh, Theologe                                                                  |                        | |
| Böttcherstraße                | 88                                       | Beruf des Böttchers                                                                                    |                        | |
| Bretzelesweg                  | 54                                       | |                        | |
| Bruder-Klaus-Weg              | 319                                      | | Biberachzell           | |
| Brühlstraße                   | 280                                      | alter Flurname                                                                                         | Bubenhausen            | |
| Brunnenstraße                 | 295                                      | | Biberachzell           | |
| Buchenweg                     | 405                                      | Baumarten der Buche                                                                                    |                        | |
| Bürgermeister-Stötter-Straße  | 150                                      | Xaver Stötter, Bürgermeister von 1912 bis 1945                                                         | Hegelhofen             | |
| Bürgermeister-Streitle-Straße | 335                                      | Jakob Streitle, Bürgermeister von 1919 bis 1928                                                        | Oberhausen             | |
| Burgstraße                    | 665                                      | ehem. Standort einer Burg                                                                              | Bubenhausen            | |
| Buschhornstraße               | 233                                      | | Attenhofen             | |
| Claretinerstraße              | 145                                      | Standort eines Klosters des Claretiner-Ordens                                                          | Hegelhofen             | |
| Dachsbergstraße               | 263                                      | alter Flurname                                                                                         | Bubenhausen            | |
| Dahlienring                   | 269                                      | Blumenart der Dahlien                                                                                  |                        | |
| Daimlerstraße                 | 1920                                     | deutscher Ingenieur Gottlieb Daimler                                                                   |                        | |
| Dekan-Schmid-Straße           | 110                                      | Eduard Schmid, Dekan, Stadtarchivar                                                                    |                        | |
| Diepold-Schwarz-Straße        | 157                                      | Diepold Schwarz, Bürgermeister während des Bauernkrieg                                                 |                        | |
| Dietschstraße                 | 135                                      | Anton Dietsch, Bürgermeister, Gründer der „Dietschen Wohltätigkeitsstiftung“                           |                        | |
| Dinkelstraße                  | 190                                      | Getreideart Dinkel                                                                                     | Wallenhausen           | |
| Drechslerstraße               | 343                                      | Beruf des Drechslers                                                                                   |                        | |
| Drosselweg                    | 33                                       | Vogelart Drossel                                                                                       | Bubenhausen            | |
| Egerländerstraße              | 185                                      | tschechische Region Egerland                                                                           |                        | |
| Eichenweg                     | 194                                      | Baumarten der Eiche                                                                                    |                        | |
| Eichmaierstraße               | 110                                      | Hans Eichmaier, Lehrer von 1922 bis 1929                                                               | Oberhausen             | |
| Einöde Amerika                | 480                                      | | Ober-/Unterreichenbach | |
| Elbestraße                    | 223                                      | Fluss Elbe                                                                                             |                        | |
| Elisabethstraße               | 195                                      | weiblicher Vorname Elisabeth                                                                           |                        | |
| Emershofer Straße             | 1000                                     | Weißenhorner Stadtteil Emershofen                                                                      |                        | zum größten Teil nur geschotterte Fahrbahn                                                                                             |
| Engelbert-Satzger-Straße      | 58                                       | Engelbert Satzger, Gründer des ehem. hier ansässigen Mühlenbaubetriebs                                 |                        | |
| Engelhardmühle                | 150                                      | Name der hier ansässigen Mühle                                                                         | Attenhofen             | |
| Engelkellerstraße             | 400                                      | ehemaliger Standort des Bierkellers der Brauerei Engel                                                 |                        | |
| Eschachgori                   | 472                                      | | Bubenhausen            | |
| Eschachweg                    | Nördlicher Teil: 105 Südlicher Teil: 250 | alter Flurname                                                                                         |                        | Straße wird heute durch das Betriebsgelände der Firma Peri geteilt                                                                     |
| Erlenweg                      | 199                                      | Baumarten der Erle                                                                                     |                        | |
| Fasanenweg                    | 189                                      | Vogelart Fasan                                                                                         |                        | |
| Federwiesstraße               | 242                                      | | Attenhofen             | |
| Ferdinand-Lassalle-Straße     | 63                                       | Ferdinand Lassalle, Politiker, Gründer der SPD                                                         |                        | |
| Ferdinand-Richter-Straße      | 165                                      | |                        | |
| Finkenstraße                  | Nördlicher Teil: 28 Südlicher Teil: 120  | Vogelart Fink                                                                                          | Bubenhausen            | |
| Fischergasse                  | 93                                       | |                        | |
| Fliederstraße                 | 188                                      | Baumart des Flieders                                                                                   |                        | |
| Frankenstraße                 | 105                                      | Germanisches Volk der Franken                                                                          |                        | |
| Franz-Liszt-Straße            | 132                                      | Franz Liszt, ungarischer Komponist                                                                     |                        | |
| Friedhofweg                   | 49                                       | führt zum Friedhof                                                                                     |                        | |
| Friedrich-Silcher-Straße      | 130                                      | Friedrich Silcher, Komponist                                                                           |                        | |
| Fröbelstraße                  | 142                                      | Friedrich Fröbel, Pädagoge                                                                             |                        | |
| Frühlingsstraße               | 140                                      | Jahreszeit Frühling                                                                                    | Hegelhofen             | |
| Fuggerstraße                  | 158                                      | hier lag früher der sog. „Fuggergarten“                                                                |                        | Einbahnstraße in Richtung Norden |
| Furchgasse                    | 192                                      | | Wallenhausen           | |
| Gabelsbergerstraße            | 464                                      | deutscher Stenograf Franz Xaver Gabelsberger                                                           |                        | |
| Gartenäckerstraße             | 275                                      | | Attenhofen             | |
| Gartenstraße                  | 119                                      | | Attenhofen             | |
| Geiselerstraße                | 195                                      | führt zum Geiseler Bach                                                                                | Attenhofen             | |
| Geranienweg                   | 423                                      | Blumenart der Geranie                                                                                  |                        | |
| Gerberstraße                  | 126                                      | Beruf des Gerbers                                                                                      |                        | |
| Germanenstraße                | 144                                      | europäische Stämme der Germanen                                                                        |                        | |
| Gerstenstraße                 | 75                                       | Getreideart Gerste                                                                                     | Wallenhausen           | |
| Gotenstraße                   | 63                                       | Germanisches Volk der Goten                                                                            |                        | |
| Gräbenweg                     | 157                                      | alter Flurname                                                                                         | Oberhausen             | |
| Gräfin-Euphemia-Straße        | 542                                      | Gräfin Euphemia Fugger, flehte die Franzosen 1796 um Schonung an, als diese die Stadt plündern wollten |                        | |
| Graf-Zeppelin-Straße          | 63                                       | Ferdinand von Zeppelin, Luftschiffpionier                                                              |                        | |
| Grimmgasse                    | 103                                      | Gebrüder Grimm                                                                                         |                        | |
| Grüntenstraße                 | 123                                      | Berg Grünten                                                                                           | Biberachzell           | |
| Günzburger Straße             | 1350                                     | Kreisstadt Günzburg                                                                                    |                        | vom Kreisverkehr mit der Kaiser-Karl-Str. bis zur Kreuzung mit der Ulmer-Str. Einbahnstraße in Richtung Süden                          |
| Gutenberggasse                | 85                                       | Johannes Gutenberg, Erfinder des Buchdrucks                                                            |                        | |
| Habsburgerstraße              | 1150                                     | Herrschergeschlecht Habsburg                                                                           | Wallenhausen           | |
| Hadergasse                    | 405                                      | | Biberachzell           | |
| Hagenthalerstraße             | 1410                                     | alter Flurname                                                                                         |                        | |
| Hahnengäßchen                 | 39                                       | |                        | |
| Hakengasse                    | 140                                      | | Grafertshofen          | |
| Handfeldstraße                | 278                                      | alter Flurname                                                                                         |                        | |
| Hangweg                       | 51                                       | | Ober-/Unterreichenbach | |
| Hans-Molfenter-Weg            | 25                                       | Hans Molfenter, Inhaber des ehem. hier ansässigen Sägewerks                                            |                        | nur für Fußgänger |
| Hartfeldstraße                | 93                                       | alter Flurname                                                                                         | Biberachzell           | |
| Hasengasse                    | 56                                       | endet beim Gasthof Hasen                                                                               |                        | |
| Hauptplatz                    | 100x50                                   | |                        | |
| Hauptstraße                   | 298                                      | zentrale Straße durch die Altstadt                                                                     |                        | |
| Heimgartenstraße              | 338                                      | | Attenhofen             | |
| Hegelhofer Straße             | 200                                      | Ort Hegelhofen                                                                                         | Hegelhofen             | |
| Heilig-Geist-Straße           | 86                                       | Standort des ehemaligen Heilig-Geist-Spitals                                                           |                        | |
| Henlestraße                   | 103                                      | Anton von Henle, Bischof                                                                               |                        | |
| Herbstgäßchen                 | 92                                       | Jahreszeit Herbst                                                                                      | Hegelhofen             | |
| Herzog-Georg-Straße           | 702                                      | Georg der Reiche, bestätigte 1479 die Stadtordnung                                                     |                        | |
| Herzog-Ludwig-Straße          | 386                                      | Ludwig IX. der Reiche, verlieh Weißenhorn 1473/74 die Stadtrechte                                      |                        | |
| Hinter den Gärten             | 300                                      | | Wallenhausen           | |
| Hirtenbergstraße              | 132                                      | alter Flurname                                                                                         | Emershofen             | |
| Hochvogelstraße               | 131                                      | Berg Hochvogel                                                                                         | Biberachzell           | |
| Höhenstraße                   | 412                                      | | Bubenhausen            | |
| Holbeinstraße                 | 216                                      | |                        | |
| Hufeisenweg                   | 29                                       | |                        | |
| Hungerbergstraße              | 300                                      | alter Flurname                                                                                         | Biberachzell           | |
| Ifenstraße                    | 138                                      | Berg Ifen                                                                                              | Biberachzell           | |
| Illerberger Straße            | 2260                                     | Vöhringer Stadtteil Illerberg, in den die Verlängerung der Straße führt                                |                        | |
| Im Storchennest               | 240                                      | | Bubenhausen            | |
| Im Wiesengrund                | 122                                      | | Attenhofen             | |
| Institutsgasse                | 48                                       | |                        | |
| Jahnweg                       | 100                                      | Turnvater Jahn, ehemaliger Standort eines Sportplatzes                                                 |                        | |
| Jägergasse                    | 50                                       | |                        | |
| Jägerweg                      | 468                                      | |                        | |
| Johannes-Brahms-Straße        | 142                                      | Johannes Brahms, Komponist                                                                             |                        | |
| Johann-Sebastian-Bach-Straße  | 226                                      | Johann Sebastian Bach, Komponist                                                                       |                        | |
| Johann-Strauß-Straße          | 146                                      | Johann Strauß, österreichischer Komponist                                                              |                        | |
| Josef-Holl-Straße             | 133                                      | Josef Holl, Weißenhorner Chronist und Pfarrer                                                          |                        | |
| Josef-Kögel-Straße            | 335                                      | Dr. Josef Kögel, kgl. Stiftskanoniker                                                                  |                        | |
| Joseph-Haydn-Straße           | 308                                      | Joseph Haydn, österreichischer Komponist                                                               |                        | |
| Kaiser-Karl-Straße            | 535                                      | |                        | |
| Kammerbergstraße              | 425                                      | alter Flurname                                                                                         | Wallenhausen           | |
| Kammerlandstraße              | 291                                      | Karl Kammerlander, Domkapellmeister zu Augsburg                                                        |                        | |
| Kapellenweg                   | 114                                      | Standort der Kirche                                                                                    | Emershofen             | |
| Kapuzinerstraße               | 129                                      | ehemaliger Standort des Kapuzinerklosters                                                              |                        | |
| Kastellstraße                 | 90                                       | |                        | |
| Kauferstraße                  | 189                                      | Josef Kaufer, Lehrer von 1933 bis 1937                                                                 |                        | |
| Kellerstraße                  | 133                                      | | Attenhofen             | |
| Keltenstraße                  | 175                                      | europäische Stämme der Kelten                                                                          |                        | |
| Kettelerstraße                | 215                                      | Wilhelm Emmanuel von Ketteler, Bischof, Gründer der KAB                                                |                        | |
| Kiefernweg                    | 204                                      | Baumarten der Kiefer                                                                                   |                        | |
| Kirchplatz                    | 53x32                                    | liegt an der Kirche                                                                                    |                        | |
| Kirchstraße                   | 150                                      | liegt an der Kirche                                                                                    | Grafertshofen          | |
| Köhlerstraße                  | 300                                      | |                        | |
| Kohlstattstraße               | 430                                      | | Ober-/Unterreichenbach | |
| Kolumbusgasse                 | 74                                       | Christoph Kolumbus, italienischer Seefahrer                                                            |                        | |
| Kolpingstraße                 | 342                                      | Kolpingwerk                                                                                            |                        | |
| Konrad-Huber-Straße           | 81                                       | der in Weißenhorn verstorbene Maler Konrad Huber                                                       |                        | |
| Korbmacherstraße              | 55                                       | Beruf des Korbmachers                                                                                  |                        | |
| Kornstraße                    | 140                                      | | Attenhofen             | |
| Kreuzackerstraße              | 202                                      | | Attenhofen             | |
| Kreuzbergstraße               | 257                                      | alter Flurname                                                                                         | Bubenhausen            | |
| Kreuzstraße                   | 241                                      | | Hegelhofen             | |
| Küferstraße                   | 75                                       | Beruf des Küfers                                                                                       |                        | |
| Kurat-Sauter-Straße           | 150                                      | Kurat Franz Sauter, erster eigener Geistlicher für den Ort                                             | Emershofen             | |
| Kuttenthalmühle               | 140                                      | Name der hier ansässigen Mühle                                                                         | Attenhofen             | |
| Lagerhausstraße               | 150                                      | | Wallenhausen           | |
| Lenbachstraße                 | 708                                      | Franz von Lenbach, deutscher Maler                                                                     |                        | |
| Lerchenstraße                 | 290                                      | Vogelart Lerche                                                                                        | Bubenhausen            | |
| Lettenstraße                  | 375                                      | | Attenhofen             | |
| Leonhardstraße                | 215                                      | männlicher Vorname Leonhard                                                                            |                        | |
| Lessingstraße                 | 137                                      | Gotthold Ephraim Lessing, deutscher Dichter                                                            |                        | |
| Lilienweg                     | 228                                      | Blumenart der Lilie                                                                                    |                        | |
| Lindenweg                     | 196                                      | Baumarten der Linde                                                                                    |                        | |
| Lohengrinstraße               | 240                                      | Lohengrin, Oper von Richard Wagner                                                                     |                        | |
| Lohmühle                      | 360                                      | Standort einer Mühle                                                                                   |                        | |
| Löwengäßchen                  | 79                                       | Standort des Gasthofes Löwen                                                                           |                        | |
| Ludwig-Kuhn-Straße            | 372                                      | ehem. Bürgermeister von Hegelhofen                                                                     | Hegelhofen             | |
| Ludwigstraße                  | 200                                      | männlicher Vorname Ludwig                                                                              |                        | |
| Luitpoldstraße                | 280                                      | Variante des männlichen Vornamens Leopold                                                              |                        | |
| Mähderweg                     | 126                                      | | Attenhofen             | |
| Malvenweg                     | 28                                       | Blumenart der Malven                                                                                   |                        | |
| Margeritenweg                 | 45                                       | Blumenart der Margeriten                                                                               |                        | |
| Maria-Theresia-Straße         | 173                                      | |                        | |
| Mariengasse                   | 54                                       | |                        | |
| Martin-Kuen-Straße            | 127                                      | Franz Martin Kuen,m in Weißenhorn geborener Rokoko-Maler                                               |                        | |
| Maximilianstraße              | 653                                      | männlicher Vorname Maximilian                                                                          |                        | |
| Max-Rauth-Straße              | 229                                      | Dr. Max Rauth, ehem. Chefarzt am Krankenhaus                                                           |                        | |
| Meisenstraße                  | 75                                       | Vogelart Meise                                                                                         | Bubenhausen            | |
| Meistersingerstraße           | 195                                      | Die Meistersinger von Nürnberg, Oper von Richard Wagner                                                |                        | |
| Memelstraße                   | 65                                       | Fluss Memel                                                                                            |                        | |
| Memminger Straße              | 1570                                     | Stadt Memmingen                                                                                        |                        | der nördlicher Teil bis zur Kreuzung Bleichstr./Schulstr. ist eine Einbahnstraße in Richtung Süden                                     |
| Meßhofer Weg                  | 225                                      | führt in Richtung Meßhofen                                                                             |                        | |
| Metzgerweg                    | 570                                      | alter Flurname                                                                                         | Hegelhofen             | |
| Montessoristraße              | 139                                      | Maria Montessori, italienische Ärztin und Pädagogin                                                    |                        | |
| Mooswiesstraße                | 148                                      | | Grafertshofen          | |
| Moritz-Schmid-Straße          | 70                                       | Moritz Schmid, Maler                                                                                   |                        | |
| Mozartstraße                  | 538                                      | Wolfgang Amadeus Mozart                                                                                |                        | |
| Münzhaus                      |                                          | | Emershofen             | |
| Münzhausstraße                | 187                                      | führt zum Münzhaus                                                                                     | Emershofen             | |
| Neuffenplatz                  | 55x20                                    | Herren von Neuffen, im 13. und 14. Jahrhundert die Grafen von Weißenhorn                               |                        | |
| Nelkenweg                     | 182                                      | Blumenart der Nelke                                                                                    |                        | |
| Nibelungenstraße              | 72                                       | Der Ring des Nibelungen, Oper von Richard Wagner                                                       |                        | |
| Niederhauser Straße           | 240                                      | führt in Richtung Niederhausen                                                                         | Oberhausen             | |
| Nikolaus-Thoman-Straße        | 151                                      | Nikolaus Thoman, Kaplan und Chronist                                                                   |                        | |
| Nordstraße                    | 252                                      | |                        | |
| Normannenstraße               | 130                                      | Skandinavisches Volk der Normannen                                                                     |                        | |
| Oberdorfstraße                | 900                                      | | Wallenhausen           | |
| Oberer Straßäcker             | 104                                      | alter Flurname                                                                                         | Bubenhausen            | |
| Oberfeldstraße                | 260                                      | | Hegelhofen             | |
| Oberhauser Straße             | 880                                      | Weißenhorner Stadtteil Oberhausen, in den die Verlängerung der Straße führt (Staatsstraße 2022)        |                        | |
| Oderstraße                    | 173                                      | Fluss Oder                                                                                             |                        | |
| Ohmstraße                     | 123                                      | Georg Simon Ohm, Physiker                                                                              |                        | |
| Osterbachgasse                | 130                                      | führt zum Osterbach                                                                                    | Wallenhausen           | |
| Osterholzstraße               | 80                                       | alter Flurname                                                                                         | Attenhofen             | |
| Östliche Promenade            | 240                                      | |                        | |
| Östlicher Kreuzberg           | 86                                       | alter Flurname                                                                                         | Bubenhausen            | |
| Ottilienstraße                | 358                                      | | Attenhofen             | |
| Parsifalstraße                | 128                                      | Parsifal, Oper von Richard Wagner                                                                      |                        | |
| Pater-Aubele-Straße           | 133                                      | Pater Leonhard Aubele, Gründer des Claretinerkollegs                                                   | Hegelhofen             | |
| Paul-Ziegler-Straße           | 49                                       | |                        | |
| Pestalozzistraße              | 267                                      | Johann Heinrich Pestalozzi, Schweizer Pädagoge                                                         |                        | |
| Peter-Arnold-Straße           | 65                                       | Priester Peter Arnold, stiftete 1470 das Spital                                                        |                        | |
| Pfarrer-Beck-Straße           | 96                                       | | Hegelhofen             | |
| Pfarrgasse                    | 240                                      | Standort der Kirche                                                                                    | Attenhofen             | |
| Pointstraße                   | 135                                      | alter Flurname                                                                                         | Oberhausen             | |
| Professor-Jann-Gasse          | 75                                       | Franz Xaver Jann, in Weißenhorn geborener Professor für Rhetorik und Schriftsteller                    |                        | |
| Quellenstraße                 | 319                                      | | Grafertshofen          | |
| Obere Mühlstraße              | 230                                      | Standort der Oberen Mühle                                                                              |                        | |
| Ölmühle                       | 430                                      | | Asch                   | |
| Ottostraße                    | 277                                      | männlicher Vorname Otto                                                                                |                        | |
| Querstraße                    | 411                                      | |                        | |
| Raiffeisenstraße              | 98                                       | Friedrich Wilhelm Raiffeisen, Sozialreformer                                                           |                        | |
| Reichenbacher Straße          | 1250                                     | Weißenhorner Ortsteile Oberreichenbach und Unterreichenbach                                            |                        | |
| Reutestraße                   | 100                                      | | Oberhausen             | |
| Richard-Wagner-Straße         | 1630                                     | Richard Wagner, Komponist                                                                              |                        | |
| Riedhofstraße                 | 190                                      | führt zum Riedhof                                                                                      | Emershofen             | |
| Riedweg                       | 105                                      | alter Flurname                                                                                         | Biberachzell           | |
| Ringeisenstraße               | 137                                      | Dominikus Ringeisen, Geistlicher, Gründer des Dominikus-Ringeisen-Werks                                |                        | |
| Robert-Bosch-Straße           | 277                                      | deutscher Industrieller Robert Bosch                                                                   |                        | |
| Robert-Schumann-Straße        | 156                                      | Robert Schumann, Komponist                                                                             |                        | |
| Roggenburger Straße           | 970                                      | Gemeinde Roggenburg, in die die Verlängerung der Straße führt                                          |                        | |
| Roggenstraße                  | 195                                      | Getreideart Roggen                                                                                     | Wallenhausen           | |
| Römerstarße                   | 990                                      | | Attenhofen             | |
| Röntgenstraße                 | 127                                      | Wilhelm Conrad Röntgen, Physiker                                                                       |                        | |
| Rosenstraße                   | 264                                      | Blumenart der Rose                                                                                     |                        | |
| Rosenwirtsstraße              | 100                                      | liegt beim Gasthof Rose                                                                                | Grafertshofen          | |
| Röslestraße                   | 217                                      | Johannes Rösle, Gründer des Schwäbisch-Bayerischen Sänderbundes                                        |                        | |
| Rothackerstraße               | 120                                      | liegt am Fluss Roth                                                                                    | Grafertshofen          | |
| Rothweg                       | 378                                      | führt entlang des Flusses Roth                                                                         |                        | |
| Rudolf-Diesel-Straße          | Östlicher Teil: 184 Westlicher Teil: 550 | deutscher Ingenieur Rudolf Diesel                                                                      |                        | wurde im Jahre 2008 für eine Erweiterung des Betriebsgeländes der Firma Peri geteilt                                                   |
| Rue de Villecresnes           | 65                                       | französische Partnerstadt Villecresnes                                                                 |                        | |
| Rufenbergstraße               | 232                                      | alter Flurname                                                                                         | Bubenhausen            | |
| Saalestraße                   | 126                                      | Fluss Saale                                                                                            |                        | |
| Sägmühlstraße                 | 225                                      | führt zur ehem. Sägmühle                                                                               | Grafertshofen          | |
| Sandbergstraße                | 150                                      | | Bubenhausen            | |
| Sattlerstraße                 | 420                                      | Beruf des Sattlers                                                                                     |                        | |
| Säulingstraße                 | 192                                      | Berg Säuling                                                                                           | Biberachzell           | |
| Saumfeldstraße                | 206                                      | | Biberachzell           | |
| Schäffelstraße                | 242                                      | | Attenhofen             | |
| Schandweg                     | 620                                      | alter Flurname                                                                                         | Oberhausen             | |
| Schießener Straße             | 325                                      | | Attenhofen             | |
| Schleifweg                    | 370                                      | | Wallenhausen           | |
| Schlesierweg                  | 118                                      | polnisch/tschechische Region Schlesien                                                                 |                        | |
| Schlossplatz                  | 47x23                                    | liegt vor den Schlössern                                                                               |                        | |
| Schloßprielweg                | 100                                      | Priel am ehem. Schloß                                                                                  | Ober-/Unterreichenbach | |
| Schloßstraße                  | 164                                      | ehem. Standort eines Schlosses                                                                         | Oberhausen             | |
| Schluchtstraße                | 47                                       | | Ober-/Unterreichenbach | |
| Schluckenauer Straße          | 664                                      | tschechisches Dorf Schluckenau                                                                         |                        | |
| Schmiedgasse                  | 132                                      | | Oberhausen             | |
| Schmiedplatz                  | 25x12                                    | wurde von den ansässigen Schmieden als Arbeitsplatz genutzt                                            |                        | |
| Schöffenstraße                | 196                                      | Schöffe, Person der Rechtssprechung im Mittelalter                                                     |                        | |
| Schrannenstraße               | 72                                       | verläuft an der Rückseite der Schranne                                                                 |                        | |
| Schubertstraße                | 266                                      | Franz Schubert, österreichischer Komponist                                                             |                        | |
| Schulstraße                   | 598                                      | ehemaliger Standort der Alten Schule, Neuen Schule und Landwirtschaftsschule                           |                        | zwischen der Einmündung der Josef-Holl-Str. und dem Straßenenden an der Reichenbacher-Str. besteht eine Einbahnstr. in Richtung Norden |
| Schützenstraße                | 295                                      | Standort des Schützenheims                                                                             | Biberachzell           | |
| Sebastian-Sailer-Straße       | 83                                       | der in Weißenhorn geborene Schriftsteller Sebastian Sailer                                             |                        | |
| Sigmund-Stammler-Straße       | 97                                       | Sigmund Stammler, kauft 1486 ein Drittel des Ortes                                                     | Emershofen             | |
| Siemensstraße                 | 290                                      | Werner von Siemens, deutscher Industrieller                                                            |                        | |
| Söldenweg                     | 79                                       | Sölde, Hof eines Kleinbauers                                                                           | Attenhofen             | |
| Sommerstraße                  | 255                                      | Jahreszeit Sommer                                                                                      | Hegelhofen             | |
| Sonnengasse                   | 51                                       | Standort des ehemaligen Gasthofes Sonne                                                                |                        | |
| Sonnwendstraße                | 350                                      | Sonnenwende                                                                                            |                        | |
| Spitalweg                     | 770                                      | westliches Straßenende befindet sich beim Weißenhorner Krankenhaus                                     |                        | |
| Spitzwegstraße                | 408                                      | |                        | |
| Staffelmahdstraße             | 208                                      | alter Flurname                                                                                         | Wallenhausen           | |
| Starenstraße                  | 142                                      | Vogelart Star                                                                                          | Bubenhausen            | |
| St.-Barbara-Straße            | 390                                      | |                        | |
| St.-Johann-Baptist-Straße     | 209                                      | Patron der Oberreichenbacher Kirche                                                                    | Ober-/Unterreichenbach | |
| St.-Johannis-Straße           | 950                                      | |                        | |
| St.-Lorenz-Straße             | 700                                      | Patron der Attenhofer Kirche                                                                           | Attenhofen             | |
| St.-Michael-Straße            | 172                                      | Patron der Bubenhauser Kirche                                                                          | Bubenhausen            | |
| St.-Nikolaus-Straße           | 500                                      | Patron der Hegelhofer Kirche                                                                           | Hegelhofen             | |
| St.-Ulrich-Straße             | 205                                      | |                        | |
| St.-Wendelin-Straße           | 894                                      | | Grafertshofen          | |
| Steinbergstraße               | 240                                      | | Bubenhausen            | |
| Steinheilstraße               | 138                                      | Carl August von Steinheil. Physiker und Unternehmer                                                    |                        | |
| Sternberger Weg               | 118                                      | tschechische Stadt Sternberg                                                                           |                        | |
| Storchenweg                   | 75                                       | Vogelart Storch                                                                                        | Bubenhausen            | |
| Talstraße                     | 158                                      | | Ober-/Unterreichenbach | |
| Tannenweg                     | 195                                      | Baumarten der Tanne                                                                                    |                        | |
| Thannbergstraße               | 375                                      | alter Flurname                                                                                         |                        | |
| Theodor-Horber-Straße         | 175                                      | Theodor Horber, Lehrer von Attenhofen                                                                  | Attenhofen             | |
| Theodor-Körner-Straße         | 75                                       | |                        | |
| Thingstraße                   | 158                                      | Thing, germanische Volksversammlung                                                                    |                        | |
| Töpferstraße                  | 269                                      | Beruf des Töpfers                                                                                      |                        | |
| Triebweg                      | 163                                      | | Oberhausen             | |
| Tulpenweg                     | 173                                      | Blumenart der Tulpe                                                                                    |                        | |
| Ulmenweg                      | 75                                       | Baumart der Ulme                                                                                       |                        | |
| Ulmer Straße                  | 2160                                     | Stadt Ulm                                                                                              |                        | |
| Unteregger Straße             | 355                                      | führt in Richtung Unteregg                                                                             | Biberachzell           | |
| Untere Mühlstraße             | 208                                      | Standort der Unteren Mühle                                                                             |                        | |
| Unterfeldweg                  | 85                                       | alter Flurname                                                                                         |                        | |
| Ursulaweg                     | 132                                      | weiblicher Vorname Ursula                                                                              |                        | |
| Veilchenweg                   | 352                                      | Blumenart der Veilchen                                                                                 |                        | |
| Virchowgasse                  | 86                                       | Rudolf Virchow, deutscher Arzt                                                                         |                        | nur für Fußgänger |
| Vogsgehaustraße               | 134                                      | alter Flurname                                                                                         | Ober-/Unterreichenbach | |
| Von-Katzbeck-Straße           | 1340                                     | Adelsgeschlecht Katzbeck                                                                               | Oberhausen             | |
| Von-Rechberg-Straße           | 128                                      | Adelsgeschlecht Rechberg                                                                               |                        | |
| Von-Thürheim-Straße           | 730                                      | Adelsgeschlecht Thürheim                                                                               | Biberachzell           | |
| Von-Vöhlin-Straße             | 372                                      | Adelsgeschlecht Vöhlin                                                                                 | Emershofen             | |
| Von-Zwerger-Straße            | 73                                       | Christoph von Zwerger, Stifter des Kurat- und Schulbenefizium                                          | Emershofen             | |
| Waldblickstraße               | 400                                      | | Ober-/Unterreichenbach | |
| Waldeckstraße                 | 148                                      | | Ober-/Unterreichenbach | |
| Waldstetter Straße            | 450                                      | führt in Richtung Waldstetten                                                                          | Wallenhausen           | |
| Weberstraße                   | 555                                      | Beruf des Webers                                                                                       | Bubenhausen            | |
| Weihermähderstraße            | 111                                      | | Ober-/Unterreichenbach | |
| Weißenhorner Straße           | 460                                      | führt in Richtung Weißenhorn                                                                           | Biberachzell           | |
| Weizenstraße                  | 150                                      | Getreideart Weizen                                                                                     | Wallenhausen           | |
| Weserstraße                   | 154                                      | Fluss Weser                                                                                            |                        | |
| Wettbach                      | 272                                      | |                        | |
| Westliche Promenade           | 420                                      | |                        | nur für Fußgänger |
| Widdumhofstraße               | 430                                      | | Ober-/Unterreichenbach | |
| Wilhelmstraße                 | 127                                      | männlicher Vorname Wilhelm                                                                             |                        | |
| Wilhelm-Wörle-Straße          | 162                                      | Wilhelm Wörle, Dichter                                                                                 | Ober-/Unterreichenbach | |
| Winterstraße                  | 122                                      | Jahreszeit Winter                                                                                      | Hegelhofen             | |
| Witzighauser Straße           | 600                                      | führt in Richtung Witzighausen                                                                         | Attenhofen             | |
| Zeisigstraße                  | 132                                      | Vogelart Zeisig                                                                                        | Bubenhausen            | |
| Zeissstraße                   | 292                                      | Carl Zeiss                                                                                             |                        | |
| Zeppelinstraße                | 170                                      | |                        | |
| Zollstraße                    | 128                                      | |                        | |
| Zugspitzstraße                | 190                                      | Berg Zugspitze                                                                                         | Biberachzell           | |
| Zunftstraße                   | 403                                      | Zunft, Zusammenschluss von Handwerkern                                                                 |                        | |

## Belege
1. ↑  Die Adolf-Wolf-Str. – Gewerbe- und Siedlungsgebiet. Abgerufen am 15. November 2023 (deutsch).
2. ↑  Hans Burkhart: Geschichte der Stadt Weißenhorn und ihrer Stadtteile. Hrsg.: Förderkreis der Archäologischen Sammlung der Stadt Weißenhorn. 1988, S. 199–200.
3. ↑  Am Eisenbahnweiher – erste Gewerbebauten. Abgerufen am 15. November 2023 (deutsch).
4. 1 2 3  Hans Burkhart: Geschichte der Stadt Weißenhorn und ihrer Stadtteile. Hrsg.: Förderkreis der Archäologischen Sammlung der Stadt Weißenhorn. 1988, S. 415.
5. ↑  Hans Burkhart: Geschichte der Stadt Weißenhorn und ihrer Stadtteile. Hrsg.: Förderkreis der Archäologischen Sammlung der Stadt Weißenhorn. 1988, S. 392.
6. 1 2  Hans Burkhart: Geschichte der Stadt Weißenhorn und ihrer Stadtteile. Hrsg.: Förderkreis der Archäologischen Sammlung der Stadt Weißenhorn. 1988, S. 311.
7. 1 2  Hans Burkhart: Geschichte der Stadt Weißenhorn und ihrer Stadtteile. Hrsg.: Förderkreis der Archäologischen Sammlung der Stadt Weißenhorn. 1988, S. 15.
8. 1 2 3 4 5 6  Hans Burkhart: Geschichte der Stadt Weißenhorn und ihrer Stadtteile. Hrsg.: Förderkreis der Archäologischen Sammlung der Stadt Weißenhorn. 1988, S. 257.
9. ↑  Hans Burkhart: Geschichte der Stadt Weißenhorn und ihrer Stadtteile. Hrsg.: Förderkreis der Archäologischen Sammlung der Stadt Weißenhorn. 1988, S. 200–201.
10. 1 2 3  Hans Burkhart: Geschichte der Stadt Weißenhorn und ihrer Stadtteile. Hrsg.: Förderkreis der Archäologischen Sammlung der Stadt Weißenhorn. 1988, S. 329.
11. ↑  Der Gasthof Bären – Hauptstr. 21. Abgerufen am 3. Dezember 2023 (deutsch).
12. 1 2 3  Hans Burkhart: Geschichte der Stadt Weißenhorn und ihrer Stadtteile. Hrsg.: Förderkreis der Archäologischen Sammlung der Stadt Weißenhorn. 1988, S. 393.
13. ↑  Die Bierkeller an der Roggenburger Str. Abgerufen am 20. Dezember 2023 (deutsch).
14. ↑  Hand Burkhart: Geschichte der Stadt Weißenhorn und ihrer Stadtteile. Hrsg.: Förderkreis der Archäologischen Sammlung der Stadt Weißenhorn. 1988, S. 294.
15. ↑  Weißenhorner Stadtanzeiger 25/2024. In: Homepage Stadt Weißenhorn. Stadt Weißenhorn, 21. Juni 2024, S. 4, abgerufen am 22. Dezember 2024.
16. ↑  Hans Burkhart: Geschichte der Stadt WEißenhorn und ihrer Stadtteile. Hrsg.: Förderkreis der Archäologischen Sammlung der Stadt Weißenhorn. 1988, S. 258.
17. ↑  Hans Burkhart: Geschichte der Stadt Weißenhorn und ihrer Stadtteile. Hrsg.: Förderkreis der Archäologischen Sammlung der Stadt Weißenhorn. 1988, S. 286.
18. ↑  Hans Burkhart: Geschichte der Stadt Weißenhorn und ihrer Stadtteile. Hrsg.: Förderkreis der Archäologischen Sammlung der Stadt Weißenhorn. 1988, S. 384.
19. ↑  DenkmalAtlas 2.0. Abgerufen am 11. Februar 2024.
20. ↑  Hans Burkhart: Geschichte der Stadt Weißenhorn und ihrer Stadtteile. Hrsg.: Förderkreis der Archäologischen Sammlung der Stadt Weißenhorn. 1988, S. 165.
21. ↑  Josef Holl: Geschichte der Stadt Weißenhorn. Neudr. nach d. Ausg. [Kempten] 1904 Auflage. Konrad, Weißenhorn 1983, ISBN 3-87437-208-1, S. 141.
22. ↑  Hans Burkhart: Geschichte der Stadt Weißenhorn und ihrer Stadtteile. Hrsg.: Förderkreis der Archäologischen Sammlung der Stadt Weißenhorn. 1988, S. 176–177.
23. 1 2  Hans Burkhart: Geschichte der Stadt Weißenhorn und ihrer Stadtteile. Hrsg.: Förderkreis der Archäologischen Sammlung der Stadt Weißenhorn. 1988, S. 383.
24. ↑  Hans Burkhart: Geschichte der Stadt Weißenhorn und ihrer Stadtteile. Hrsg.: Förderkreis der Archäologischen Sammlung der Stadt Weißenhorn. 1988, S. 239.
25. ↑  Der Engelkeller – Hagenthalerstr. 20. Abgerufen am 16. November 2023 (deutsch).
26. ↑  Hans Burkhart: Geschichte der Stadt Weißenhorn und ihrer Stadtteile. Hrsg.: Förderkreis der Archäologischen Sammlung der Stadt Weißenhorn. 1988, S. 19.
27. ↑  Der Fuggergarten. Abgerufen am 17. November 2023 (deutsch).
28. ↑  Hans Burkhart: Geschichte der Stadt Weißenhorn und ihrer Stadtteile. Hrsg.: Förderkreis der Archäologischen Sammlung der Stadt Weißenhorn. 1988, S. 373.
29. ↑  Josef Holl: Geschichte der Stadt Weißenhorn. Neudr. nach d. Ausg. [Kempten] 1904 Auflage. Konrad, Weißenhorn 1983, ISBN 3-87437-208-1, S. 195.
30. ↑  Hans Burkhart: Geschichte der Stadt Weißenhorn und ihrer Stadtteile. Hrsg.: Förderkreis der Archäologischen Sammlung der Stadt Weißenhorn. 1988, S. 14.
31. ↑  Hans Burkhart: Geschichte der Stadt Weißenhorn und ihrer Stadtteile. Hrsg.: Förderkreis der Archäologischen Sammlung der Stadt Weißenhorn. 1988, S. 17.
32. ↑  Hans Burkhart: Geschichte der Stadt Weißenhorn und ihrer Stadtteile. Hrsg.: Förderkreis der Archäologischen Sammlung der Stadt Weißenhorn. 1988, S. 240.
33. ↑  Der Gasthof Hasen – Hauptstr. 13. Abgerufen am 3. Dezember 2023 (deutsch).
34. ↑  Hans Burkhart: Geschichte der Stadt Weißenhorn und ihrer Stadtteile. Hrsg.: Förderkreis der Archäologischen Sammlung der Stadt Weißenhorn. 1988, S. 137.
35. ↑  Josef Holl: Geschichte der Stadt Weißenhorn. Neudr. nach d. Ausg. [Kempten] 1904 Auflage. Konrad, Weißenhorn 1983, ISBN 3-87437-208-1, S. 60.
36. ↑  Haus der Bayerischen Geschichte - Bayerns Gemeinden. Abgerufen am 17. November 2023.
37. ↑  Hans Burkhart: Geschichte der Stadt Weißenhorn und ihrer Stadtteile. Hrsg.: Förderkreis der Archäologischen Sammlung der Stadt Weißenhorn. 1988, S. 328.
38. ↑  Weißenhorner Stadtanzeiger 25/2024. In: Homepage Stadt Weißenhorn. Stadt Weißenhorn, 21. Juni 2024, S. 5, abgerufen am 22. Dezember 2024.
39. ↑  Hans Burkhart: Geschichte der Stadt Weißenhorn und ihrer Stadtteile. Hrsg.: Förderkreis der Archäologischen Sammlung der Stadt Weißenhorn. 1988, S. 165.
40. ↑  Josef Holl: Geschichte der Stadt Weißenhorn. Neudr. nach d. Ausg. [Kempten] 1904 Auflage. Konrad, Weißenhorn 1983, ISBN 3-87437-208-1, S. 281.
41. ↑  Deutsche Biographie: Kammerlander, Karl - Deutsche Biographie. Abgerufen am 25. November 2023.
42. ↑  Hans Burkhart: Geschichte der Stadt WEißenhorn und ihrer Stadtteile. Hrsg.: Förderkreis der Archäologischen Sammlung der Stadt Weißenhorn. 1988, S. 420.
43. ↑  Hans Burkhart: Geschichte der Stadt Weißenhorn und ihrer Stadtteile. Hrsg.: Förderkreis der Archäologischen Sammlung der Stadt Weißenhorn. 1988, S. 110.
44. ↑  Jens Noll: Die Straße im Neubaugebiet in Hegelhofen hat jetzt einen Namen. Abgerufen am 29. Dezember 2023.
45. ↑  Hans Burkhart: Geschichte der Stadt Weißenhorn und ihrer Stadtteile. Hrsg.: Förderkreis der Archäologischen Sammlung der Stadt Weißenhorn. 1988, S. 145.
46. ↑  Hans Burkhart: Geschichte der Stadt Weißenhorn und ihrer Stadtteile. Hrsg.: Förderkreis der Archäologischen Sammlung der Stadt Weißenhorn. 1988, S. 273.
47. ↑  Hans Burkhart: Geschichte der Stadt Weißenhorn und ihrer Stadtteile. Hrsg.: Förderkreis der Archäologischen Sammlung der Stadt Weißenhorn. 1988, S. 199.
48. ↑  Hans Burkhart: Geschichte der Stadt Weißenhorn und ihrer Stadtteile. Hrsg.: Förderkreis der Archäologischen Sammlung der Stadt Weißenhorn. 1988, S. 293.
49. ↑  Claretiner-Missionskolleg Weissenhorn 1927-1977: ein Blick auf Aufbau und lebendige Gegenwart einer Gemeinschaft. Konrad Verlag, Weissenhorn 1977, ISBN 978-3-87437-139-1, S. 13–16.
50. ↑  Josef Holl: Geschichte der Stadt Weißenhorn. Neudr. nach d. Ausg. [Kempten] 1904 Auflage. Konrad, Weißenhorn 1983, ISBN 3-87437-208-1, S. 49.
51. 1 2 3  Hans Burkhart: Geschichte der Stadt Weißenhorn und ihrer Stadtteile. Hrsg.: Förderkreis der Archäologischen Sammlung der Stadt Weißenhorn. 1988, S. 372.
52. ↑  Josef Holl: Geschichte der Stadt Weißenhorn. Neudr. nach d. Ausg. [Kempten] 1904 Auflage. Konrad, Weißenhorn 1983, ISBN 3-87437-208-1, S. 226.
53. ↑  Hand Burkhart: Geschichte der Stadt Weißenhorn und ihrer Stadtteile. Hrsg.: Förderkreis der Archäologischen Sammlung der Stadt Weißenhorn. 1988, S. 194.
54. ↑  Die Rudolf-Diesel-Straße – unterbrochene… Abgerufen am 26. November 2023 (deutsch).
55. ↑  Quo vadis Schranne? Abgerufen am 3. Dezember 2023 (deutsch).
56. ↑  Schulstr. 4 – Café Hitz und Landwirtschaftsschule. Abgerufen am 1. Dezember 2023 (deutsch).
57. ↑  Hans Burkhart: Geschichte der Stadt Weißenhorn und ihrer Stadtteile. Hrsg.: Förderkreis der Archäologischen Sammlung der Stadt Weißenhorn. 1988, S. 416.
58. ↑  Der Gasthof Sonne – Hauptstr. 12. Abgerufen am 3. Dezember 2023 (deutsch).
59. ↑  Kloster-Roggenburg. Abgerufen am 4. Februar 2024.
60. ↑  St. Laurentius Attenhofen – Pfarreiengemeinschaft Weissenhorn. Abgerufen am 7. Januar 2024 (deutsch).
61. ↑  St. Michael Bubenhausen – Pfarreiengemeinschaft Weissenhorn. Abgerufen am 11. Februar 2024 (deutsch).
62. ↑  St. Nikolaus Hegelhofen – Pfarreiengemeinschaft Weissenhorn. Abgerufen am 29. Dezember 2023 (deutsch).
63. ↑  Hans Burkhart: Geschichte der Stadt Weißenhorn und ihrer Stadtteile. Hrsg.: Förderkreis der Archäologischen Sammlung der Stadt Weißenhorn. 1988, S. 22.
64. ↑  Hans Burkhart: Geschichte der Stadt Weißenhorn und ihrer Stadtteile. Hrsg.: Förderkreis der Archäologischen Sammlung der Stadt Weißenhorn. 1988, S. 307.
65. ↑  Hans Burkhart: Geschichte der Stadt Weißenhorn und ihrer Stadtteile. Hrsg.: Förderkreis der Archäologischen Sammlung der Stadt Weißenhorn. 1988, S. 16.
66. ↑  Hans Burkhart: Geschichte der Stadt Weißenhorn und ihrer Stadtteile. Hrsg.: Förderkreis der Archäologischen Sammlung der Stadt Weißenhorn. 1988, S. 312.
67. ↑  Hans Burkhart: Geschichte der Stadt Weißenhorn und ihrer Stadtteile. Hrsg.: Förderkreis der Archäologischen Sammlung der Stadt Weißenhorn. 1988, S. 375.
68. ↑  Hans Burkhart: Geschichte der Stadt Weißenhorn und ihrer Stadtteile. Hrsg.: Förderkreis der Archäologischen Sammlung der Stadt Weißenhorn. 1988, S. 419.